# 莉莉·奧爾德里奇
莉莉·慕德·奧爾德里奇（英語：Lily Maud Aldridge，1985年11月15日—）是一位美國模特兒，維多利亞的秘密天使及《運動畫刊泳裝特輯》模特兒，作為新人與克莉絲汀·泰根和妮娜·阿格戴爾一同登上該刊50周年紀念的封面。

## 早年生活
奧爾德里奇生於加利福尼亞州聖莫尼卡的聖約翰醫院（Saint John's Hospital），並生長於一個時尚的家庭。她是英格蘭藝術家艾倫·奧爾德里奇（Alan Aldridge）與《花花公子》玩伴女郎勞拉·萊昂絲（Laura Lyons）的女兒。她的兄弟姊妹包括同父異母的姊姊莎弗勒·奧爾德里奇（Saffron Aldridge），在1990年代為拉爾夫·洛朗的御用模特兒；同父異母的哥哥邁爾斯·奧爾德里奇（Miles Aldridge）是一位時裝攝影師，且在1997至2013年間與模特兒克里斯汀·麥克梅奈米有婚姻關係；而姊姊露比·奧爾德里奇（Ruby Aldridge）是馬克·雅各布斯的同名品牌之御用模特兒。

## 職業生涯

### 平面作品
奧爾德里奇於16歲時為Abercrombie & Fitch工作，展開模特兒生涯。她的廣告宣傳活動包括洛卡薇爾（Rocawear）、Arden B.、夏姿·陳（Shiatzy Chen）、芭比·布朗（Bobbi Brown）、Smashbox Cosmetics、蓋璞、湯米·希爾費格、蔻馳、J.Crew、查尔斯·大卫（Charles David）、Levi's、J Brand、亞絃睿飾品（Accessorize）。
她也為美國服飾公司瑞格布恩（Rag & bone）出席2011年春季的宣傳活動，並在下一季的活動中擔任攝影師。

### 雜誌
奧爾德里奇於2014年首度登上《運動畫刊泳裝特輯》，與克莉絲汀·泰根和妮娜·阿格戴爾一同作為該刊50周年紀念的封面模特兒。

### 維多利亞的秘密
奧爾德里奇於2009年首次登上維多利亞的秘密時尚秀。她在2010年成為維多利亞的秘密天使，且再度登上維多利亞的秘密時尚秀，也首次獲得她的個人翅膀。之後她也登上了2011、2012和2013年的時尚秀。
也在2015年的百萬胸罩輪她帶
奧爾德里奇於2011年1月與蘭茜·艾靈臣、艾琳·希瑟頓和坎蒂絲·史汪尼普，登上英國《GQ》二月刊的封面。同月，她與希瑟頓及史汪尼普一同登上《V雜誌》的一篇社論。

## 個人生活
2010年9月20日，《我們雜誌》（Us Magazine）報導奧爾德里奇與里昂王族主唱卡雷布·弗羅威爾訂婚。他們在2007年的科切拉音樂節相識。這對夫婦於2011年5月12日在加利福尼亞州蒙特西托（Montecito）的聖思多羅牧場飯店（San Ysidro Ranch）結婚。2012年6月21日，奧爾德里奇在田納西州納許維爾產下他們的女兒迪克西·珀爾·弗羅威爾（Dixie Pearl Followill）。

## 外部連結
- Lily Aldridge於模特兒目錄（Fashion Model Directory）的相關資料